# 20 tháng 7
Ngày 20 tháng 7 là ngày thứ 201 (202 trong năm nhuận) trong lịch Gregory. Còn 164 ngày trong năm.

## Sự kiện
- 1883 – Vua Dục Đức lên ngôi kế vị Tự Đức, tại ngôi vỏn vẹn 3 ngày thì bị Nguyễn Văn Tường và Tôn Thất Thuyết phế đi.
- 1885 – Tuyến đường sắt Sài Gòn – Mỹ Tho chính thức hoạt động, đánh dấu sự ra đời của ngành Đường sắt Việt Nam.
- 1899 – Chính trị gia lưu vong Khang Hữu Vi thành lập "Bảo Hoàng hội" tại Canada nhằm ủng hộ một chế độ quân chủ lập hiến cho Đại Thanh.
- 1944 – Claus von Stauffenberg, Đại tá Lục quân Đức Quốc xã, mang theo một cặp hồ sơ chứa chất nổ mưu sát bất thành Adolf Hitler.[1]
- 1954 – Hiệp định Geneve về Đông Dương chính thức được ký kết với nhiều văn kiện.
- 1962 – Chủ tịch Việt Nam Dân chủ Cộng Hòa Hồ Chí Minh ký lệnh công bố Pháp lệnh về lực lượng Cảnh sát Nhân dân Việt Nam.
- 1969 – Chương trình Apollo: Apollo 11 đáp thành công xuống Mặt Trăng, phi hành gia Neil Armstrong (hình) và Buzz Aldrin trở thành những người đầu tiên đi trên Mặt Trăng.
- 1989 – Chính quyền quân sự Myanmar tiến hành quản thúc tại gia đối với lãnh đạo đối lập Aung San Suu Kyi.
- 1994 – Sau một cuộc bầu cử dân chủ, Alexander Lukashenko nhậm chức Tổng thống đầu tiên của Belarus, ông liên tục đảm nhiệm chức vụ này cho đến nay.
- 1999 – Pháp Luân Công bị cấm tại nước Cộng hòa Nhân dân Trung Hoa, một cuộc đàn áp quy mô lớn được tiến hành.
- 2015 – Cuba và Hoa Kỳ tái lập quan hệ ngoại giao đầy đủ, kết thúc khoảng thời gian 54 năm thù địch giữa hai bên.

## Sinh
- 356 TCN – Alexandros Đại Đế, vua và nhà lãnh đạo quân sự Macedonia (m. 323 TCN)
- 1785 – Mahmud II, hoàng đế của Đế chế Ottoman (m. 1839)
- 1822 – Gregor Johann Mendel, nhà di truyền học ngườì Áo
- 1837 – Nguyễn Phúc Miên Thân, tước phong Phù Cát Quận công, hoàng tử con vua Minh Mạng (m. 1875)
- 1901 – Trịnh Đình Thảo, luật sư và chính khách Việt Nam (m. 1986)
- 1931 – Trần Bá Di, Thiếu tướng Quân lực Việt Nam Cộng hòa (Mất 2018)
- 1954 – Nguyễn Xuân Phúc, nguyên Chủ tịch nước Cộng hòa xã hội chủ nghĩa Việt Nam, nguyên Thủ tướng Việt Nam.
- 1980 – Gisele Bündchen
- 2001 –  Đỗ Thị Hà, Hoa hậu Việt Nam 2020

## Mất
- 1613 – Nguyễn Hoàng, còn gọi là chúa Tiên, chúa Nguyễn đầu tiên của Đàng Trong (s. 1525).
- 1854 – Nguyễn Phúc Miên Kiền, tước phong Phong Quốc công, hoàng tử con vua Minh Mạng (s. 1831)
- 1875 – Nguyễn Phúc Miên Gia, tước phong Quảng Biên Quận công, hoàng tử con vua Minh Mạng (s. 1826)
- 1973 – Lý Tiểu Long, nam diễn viên võ thuật và võ sư (s. 1940)
- 2007 – Kim Lân, nhà văn Việt Nam (s. 1920)
- 2013 – Helen Thomas, nữ nhà báo, nữ ký giả Mỹ (s. 1921)
- 2017 – Chester Bennington, ca sĩ chính của nhóm Linkin Park (s. 1976)

## Những ngày lễ và kỷ niệm
- Việt Nam: Ngày truyền thống Cảnh sát Nhân dân Việt Nam